# ماينكرافت إيرث
ماينكرافت إيرث هي لعبة فيديو واقع معزز طورتها موجانغ ونشرتها إكس بوكس غيم ستوديوز، صدرت في 17 أكتوبر 2019 وتعمل على أجهزة أندرويد، آي أو إس وآي باد أو إس. على غرار لعبة ماينكرافت الأصلية، فإن اللعبة تدور حول إنشاء المباني وجمع الموارد والصياغة والاستكشاف. يمكن للاعبين إنشاء هياكل الواقع المعزز من العالم الحقيقي بالتعاون مع لاعبين آخرين، ويمكنهم أيضًا الوصول إلى وضع «المغامرة» الذي يمكن أن يتكون من أحجية أو مهمة محددة في متناول اليد أو لعبة. موقع افتراضي به كيانات معادية لهزيمة. سيؤدي إكمال المغامرة إلى مكافأة اللاعب بعملة داخل اللعبة.
وقد حصلت اللعبة على أزيد من خمسة ملايين عملية تنزيل على جوجل بلاي.